# Lake Antimony
Der Lake Antimony ist ein See im Zentrum des australischen Bundesstaates Tasmanien.
Der See liegt im zentralen Hochland, östlich des Walls-of-Jerusalem-Nationalparks. Dort entsteht der Pine River.